# Psalydolytta diversipes
Psalydolytta diversipes es una especie de coleóptero de la familia Meloidae.

## Distribución geográfica
Habita en Assam (India).